# أتريمة
الأتريمة (الاسم العلمي: Eutrema) هي جنس من النباتات يتبع الفصيلة الكرنبية من رتبة الكرنبيات.

## أنواعها
- أتريمة الهملايا (الاسم العلمي:Eutrema himalaicum)
- أتريمة ألتاي (الاسم العلمي:Eutrema altaicum)
- أتريمة أليفة الملح (الاسم العلمي:Eutrema halophilum)
- أتريمة دالية (الاسم العلمي:Eutrema deltoideum)
- أتريمة زينغشانية (الاسم العلمي:Eutrema xingshanensis)
- أتريمة قلبية الأوراق (الاسم العلمي:Eutrema cordifolium)
- أتريمة كبيرة الأزهار (الاسم العلمي:Eutrema grandiflorum)
- أتريمة متباينة الأوراق (الاسم العلمي:Eutrema heterophyllum)
- أتريمة متكاملة الأوراق (الاسم العلمي:Eutrema integrifolium)
- أتريمة يابانية (الاسم العلمي:Eutrema japonicum)
- أتريمة ينبوعية (الاسم العلمي:Eutrema fontanum)
- أتريمة يونانية (الاسم العلمي:Eutrema yunnanense)
- أتريمة يونغشونية (الاسم العلمي:Eutrema yungshunensis)